# Кравцове
Кравцо́ве — село в Україні, у Зміївській міській громаді Чугуївського району Харківської області. Населення становить 71 осіб. До 2020 орган місцевого самоврядування — Бірківська сільська рада.

## Географія
Село Кравцове знаходиться на лівому березі річки Мжа, вище за течією на відстані 4 км розташоване місто Мерефа, нижче за течією на відстані 2 км — село Тимченки, на протилежному березі — село Колісники. Село оточує великий лісовий масив — ліс Великий Бір (сосна). У селі розташована залізнична станція Платформа 11 км.

## Історія
12 червня 2020 року, відповідно до Розпорядження Кабінету Міністрів України  № 725-р «Про визначення адміністративних центрів та затвердження територій територіальних громад Харківської області», увійшло до складу Зміївської міської громади.
19 липня 2020 року, в результаті адміністративно-територіальної реформи та ліквідації Зміївського району, село увійшло до складу Чугуївського району Харківської області.
22 червня 2023 року рішенням №230 Національної комісії зі стандартів державної мови віднесено до списку населених пунктів, які «можуть не відповідати лексичним нормам української мови», зокрема стосуватися «російської імперської чи колоніальної політики». Громаді рекомендовано обґрунтувати доцільність збереження поточної назви або запропонувати нову назву в установленому законодавством порядку.

## Населення

### Мова
Розподіл населення за рідною мовою за даними перепису 2001 року:
| Мова            | Кількість | Відсоток |
| --------------- | --------- | -------- |
| українська      | 45        | 63.38%   |
| російська       | 25        | 35.21%   |
| інші/не вказали | 1         | 1.41%    |
| Усього          | 71        | 100%     |